# تراسي بيمبرتون
تراسي بيمبرتون (بالإنجليزية: Tracey Pemberton)‏ هي لاعبة كرة الشبكة أسترالية، ولدت في 4 يونيو 1981.